# Serbia e Montenegro al Junior Eurovision Song Contest
La Serbia e Montenegro ha partecipato una sola volta sin dal suo debutto, allo Junior Eurovision Song Contest 2005. La rete che ha curato le varie partecipazioni è stata la UJRT, l'unione dell'emittente serba RTS e quella montenegrina RTCG. A seguito del referendum sull'indipendenza del Montenegro, dal 2006 la Serbia ed il Montenegro partecipano alla manifestazione come due stati separati.

## Partecipazioni
- Primo posto
- Secondo posto
- Terzo posto
- Ultimo posto

| Anno                    | Artista     | Lingua       | Canzone          | Posizione | Posizione |
| Anno                    | Artista     | Lingua       | Canzone          | Finale    | Punti     |
| ----------------------- | ----------- | ------------ | ---------------- | --------- | --------- |
| 2005                    | Filip Vučić | Montenegrino | Ljubav pa fudbal | 13º       | 29        |
| Paese non più esistente |             |              |                  |           |           |

## Storia delle votazioni
Al 2005, le votazioni della Serbia e Montenegro sono state le seguenti: 
Punti dati
| Posizione | Stato              | Punti |
| --------- | ------------------ | ----- |
| 1         | Spagna             | 12    |
| 2         | Macedonia del Nord | 10    |
| 3         | Bielorussia        | 8     |
| 4         | Romania            | 7     |
| 5         | Croazia            | 6     |

Punti ricevuti
| Posizione | Stato              | Punti |
| --------- | ------------------ | ----- |
| 1         | Macedonia del Nord | 10    |
| 2         | Croazia            | 6     |
| 3         | Cipro              | 1     |